# رگ اسمیت
رگ اسمیت (به انگلیسی: Reg Smith) بازیکن فوتبال زادهٔ ۲۰ ژانویه ۱۹۱۲ اهل کشور انگلستان که سابقهٔ بازی در تیم ملی فوتبال انگلستان را در کارنامهٔ خود دارد. وی در تاریخ ۹ نوامبر ۱۹۳۸ نخستین بازی ملی خود را در مقابل تیم ملی فوتبال اسکاتلند انجام داد و با حضور در ۲ بازی ملی، در تاریخ ۱۶ نوامبر ۱۹۳۸ واپسین بازی ملی‌اش را در برابر تیم ملی فوتبال ایرلند شمالی برگزار کرد.
این بازیکن توانسته در بازی‌های ملی، ۲ گل به ثمر برساند.